# Dette d'honneur
Dette d'honneur (Debt of Honor) est un thriller de Tom Clancy paru en 1994. Il fait partie de la saga Ryan qui a pour héros Jack Ryan, un ancien agent de la CIA.

## Résumé
Jack Ryan, qui a quitté la CIA plusieurs années auparavant, revient au gouvernement au poste de Conseiller à la sécurité nationale. Pendant ce temps, l'industriel japonais Renzo Yamata met la dernière touche à son plan pour paralyser l'Amérique et changer l'équilibre des forces en faveur de son pays, aidé en cela par une décision des États-Unis - à la suite d'un accident mortel, dû à un défaut de fabrication, qui a choqué l'opinion publique américaine - de rapatrier la production de voitures américaines du Japon vers l'Amérique. Ce plan implique de déstabiliser l'économie américaine, et de repousser l'US Navy afin de s'emparer des Îles Mariannes...

## Personnages

### États-Unis
- Jack Ryan : Conseiller à la Sécurité Nationale
- Roger Durling : Président des États-Unis
- Contre-Amiral Robby Jackson : chef adjoint des Opérations de l'État-Major Interarmées
- Contre-Amiral Bart Mancuso : commandant en chef de la composante sous-marine des forces américaines du Pacifique
- Ed Foley : directeur de la CIA
- Mary Pat Foley : directrice Adjointe des Opérations de la CIA
- John Clark et Ding Chavez : agents de la CIA
- Bret Hanson : Secrétaire d'État des États-Unis
- Buzz Fiedler : Secrétaire du Trésor des États-Unis
- Christopher Cook : sous-chef de cabinet au Département d'État
- Seji Nogumo : assistant de l'Ambassadeur du Japon aux États-Unis
- Georges Winston : PDG du Groupe Colombus.
- Contre-Amiral Michael Dubro : commandant de la 3e Task Force de l'US Navy
- Ed Kealthy : vice-président des États-Unis, accusé de viol.

### Japon
- Renzo Yamata : industriel japonais et artisan de la guerre entre le Japon et les États-Unis
- Kiyoshi Kaneda : homme de main et exécuteur des basses œuvres de Yamata
- Kozo Matsuda et Binichi Murakami : industriels alliés de Yamata
- Chet Norumi : agent de la CIA infiltré dans l'organisation de Yamata
- Isamu Kimura : fonctionnaire du Ministère de l'Économie, du Commerce et de l'Industrie et contact de la CIA
- Hiroshi Goto : chef de l'opposition parlementaire, puis Premier ministre du Japon, farouchement anti-américain
- Mogataru Koga : Premier ministre du Japon, puis chef de l'opposition parlementaire, partisan de la modération
- Lieutenant-Général Tokikichi Arima : commandant de l'Armée de l'Est des Forces terrestres d'autodéfense japonaises, puis commandant du corps expéditionnaire japonais chargé d'envahir les îles Mariannes et gouverneur militaire provisoire de ces mêmes îles
- Contre-Amiral Yusuo Sato : commandant de la flotte de défense japonaise, frère ainé de Torajiro Sato et oncle de Shiro Sato
- Commandant de bord Torajiro Sato : pilote dans la compagnie Japan Airlines, frère cadet de Yusuo Sato et père de Shiro Sato
- Commandant Shiro Sato : pilote de chasse de la Force aérienne d'autodéfense japonaise, fils de Torajiro Sato et neveu de Yusuo Sato
- Commandant Boris Cherenko : agent du renseignement russe à l'ambassade de Russie à Tokyo

### Autres
- Serguei Golovko : directeur du SVR (renseignement extérieur russe)
- Vice-Amiral Chandraskatta : commandant de la flotte indienne
- Zhang Han San : émissaire du gouvernement chinois

## Particularités du roman
Jack Ryan est nommé Vice-président des États-Unis. Le Congrès des États-Unis est réuni pour cette nomination... qui est interrompue lorsqu'un pilote japonais crashe son avion (un Boeing 747) sur le Capitole, tuant la plupart des membres, le Président, etc. Jack Ryan devient alors Président dans la suite intitulée Sur ordre.